# Toyoko Oku
Toyoko Oku, född 14 juni 1966, är en japansk bågskytt. Hon deltog vid olympiska sommarspelen 1988.